# بلال محمد (ورزشکار)
بلال محمد (انگلیسی: Belal Muhammad؛ زادهٔ ۹ ژوئیهٔ ۱۹۸۸) ورزشکار هنرهای رزمی ترکیبی اهل ایالات متحده آمریکا است. وی از سال ۲۰۱۲ میلادی تاکنون مشغول فعالیت بوده‌است. او در سال ۲۰۲۴ قهرمان ولتر وزن سازمان یو اف سی شد.
محمد یک رزمی‌کار ترکیبی حرفه‌ای آمریکایی است که در حال حاضر در بخش سبک وزن مسابقات قهرمانی مبارزه نهایی (سازمان یواف‌سی) رقابت می‌کند، جایی که او قهرمان سابق سبک وزن یواف‌سی است. در ۱۳ مه ۲۰۲۵، او در رتبه‌بندی سبک وزن یواف‌سی رتبه اول و در ۲۴ ژوئن ۲۰۲۵، رتبه دوازدهم را در رتبه‌بندی پوند به پوند مردان یواف‌سی دارد. او که از سال ۲۰۱۲ به عنوان یک مبارز حرفه‌ای فعالیت می‌کند، برای بلاتور و تایتان نیز رقابت کرده است.